# Manuel dos Reis Tavares
Manuel dos Reis Tavares (Santarém, 1590 - 1686) fou un metge i compositor portuguès. Deixà unes Controversïas medicas i De duobus artis medicae auxiliis tractatus dúplex (1671). Compongué salms i altres obres religioses.